# La caduta di Troia
La caduta di Troia – włoski niemy film historyczny w reżyserii Giovanniego Pastrone i Romano Borgnetto. Wyprodukowany w 1910 r. przez wytwórnię Itala.
Film trwał ok. 30 minut, nakręcono go na 600 m taśmy filmowej.
Choć nie cieszył się popularnością we Włoszech, osiągnął duży sukces za granicą, w tym w Stanach Zjednoczonych. Pozwoliło to Pastroniemu na otwarcie filii swojej wytwórni w Nowym Jorku.
W filmie pokazane są m.in. romans Parysa i Heleny Trojańskiej (rozgrywający się z pomocą Afrodyty), a także koń trojański oraz Homer.